# Wereldbeker schaatsen 2008/2009 - Wereldbeker 2 - 3000 meter vrouwen
De tweede van 6 wedstrijden voor de wereldbeker schaatsen 3000 meter werd gehouden op 14 november 2008 in Heerenveen.

## Uitslag A-divisie
| rang   | schaatser            | tijd    | punten |
| ------ | -------------------- | ------- | ------ |
| Goud   | Renate Groenewold    | 4.04,85 | 100    |
| Zilver | Martina Sáblíková    | 4.05,54 | 80     |
| Brons  | Diane Valkenburg     | 4.05,70 | 70     |
| 4      | Claudia Pechstein    | 4.05,88 | 60     |
| 5      | Daniela Anschütz     | 4.07,13 | 50     |
| 6      | Clara Hughes         | 4.07,37 | 45     |
| 7      | Kristina Groves      | 4.07,76 | 40     |
| 8      | Stephanie Beckert    | 4.09,04 | 36     |
| 9      | Jorien Voorhuis      | 4.09,66 | 32     |
| 10     | Paulien van Deutekom | 4.11,23 | 28     |
| 11     | Christine Nesbitt    | 4.11,68 | 24     |
| 12     | Brittany Schussler   | 4.12,05 | 21     |
| 13     | Maren Haugli         | 4.13,45 | 18     |
| 14     | Lucille Opitz        | 4.13,56 | 16     |
| 15     | Catherine Raney      | 4.14,37 | 14     |
| 16     | Lee Ju-youn          | 4.15,83 | 12     |
| 17     | Gretha Smit          | 4.15,90 | 10     |
| 18     | Do-Yeong Park        | 4.16,61 | 8      |
| 19     | Katrin Mattscherodt  | 4.17,26 | 6      |
| 20     | Masako Hozumi        | DQ      | 0      |

## Loting
| rit | binnenbaan          | buitenbaan           |
| --- | ------------------- | -------------------- |
| 1   | Do-Yeong Park       | Paulien van Deutekom |
| 2   | Katrin Mattscherodt | Christine Nesbitt    |
| 3   | Lucille Opitz       | Lee Ju-youn          |
| 4   | Catherine Raney     | Jorien Voorhuis      |
| 5   | Maren Haugli        | Gretha Smit          |
| 6   | Stephanie Beckert   | Clara Hughes         |
| 7   | Diane Valkenburg    | Brittany Schussler   |
| 8   | Claudia Pechstein   | Renate Groenewold    |
| 9   | Masako Hozumi       | Kristina Groves      |
| 10  | Martina Sáblíková   | Daniela Anschütz     |

## Top 10 B-divisie
| rang | schaatser               | tijd    | punten |
| ---- | ----------------------- | ------- | ------ |
| 1    | Katarzyna Wójcicka      | 4.13,58 | 25     |
| 2    | Seon-Yeong Noh          | 4.15,77 | 19     |
| 3    | Chunyan Fu              | 4.16,05 | 15     |
| 4    | Galina Lichatsjova      | 4.16,41 | 11     |
| 5    | Nancy Swider-Peltz, Jr. | 4.17,47 | 8      |
| 6    | Anna Rokita             | 4.17,56 | 6      |
| 7    | Risa Tamayaka           | 4.18,34 | 4      |
| 8    | Andrea Jirků            | 4.19,04 | 2      |
| 9    | Daniela Oltean          | 4.19,73 | 1      |
| 10   | Nicole Garrido          | 4.19,85 | 0      |